# Nagy Nyári Háromszög
A Nagy Nyári Háromszög csillagalakzat, amely háromszögletű rajzolatot ad ki az északi félteke éjszakai égboltján, melynek legjelentősebb csillagai az Altair, a Deneb és a Vega, melyek az Aquila, a Cygnus és a Lyra csillagképek legfényesebb csillagai. 

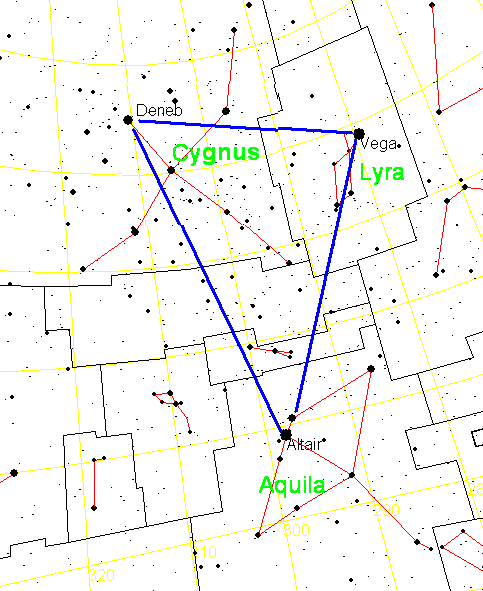
A Nagy Nyári Háromszög

A Nagy Nyári Háromszög kifejezést az 1950-es években Sir Patrick Moore brit csillagász népszerűsítette, jóllehet nem ő használta először. Oswald Thomas osztrák csillagász a „Nagy Háromszög” néven illette az alakzatot 1920-ban, majd 1934-ben már a „Nyári Háromszög” névvel illette. J.J. Littrow 1866-os atlaszában összekötötte az égkép e három fényes égitestét egy háromszögletű vonallal és eléggé szembetűnő alakzatnak nevezte. Johann Elert Bode 1816-ból származó könyvében egy égtérképen összekötötte e csillagzat végpontjait, ám külön jellemzéssel nem látta el. 

A Nagy Nyári Háromszög képe, ahogyan az az éjszakai égbolton látható

Nyaranta a Nagy Nyári Háromszög virtuálisan a fejünk fölött az északi szélesség középső részén helyezkedik el és egész éjjel megfigyelhető, míg a tavaszi időszak második felétől már látható a hajnali órákban a keleti horizont felé nézve. Az őszi hónapokban a csillagformációt a nyugati égbolton kísérhetjük figyelemmel, egészen novemberig, amikor is eltűnik az északi féltekének megfigyelői elől. A déli féltekén a téli hónapokban-pontosabban az ottani nyár hónapjaiban- megfigyelhető az ég alján. A déli féltekén "Északi Háromszög" néven ismerik. 
A Csendes-óceán déli vizein a hajósok a "navigátorok háromszöge" néven ismerik. A hajósok arra használják, hogy a segítségével tájékozódjanak a Csendes-Óceán déli vizein, egészen a Hawaii-szigetekig.

## Csillagok a Nagy Nyári Háromszög alakzaton belül
| Név    | Csillagkép | Látható magnitúdó | Fényesség | Csillagzat osztályozás | Távolság fényévben |
| ------ | ---------- | ----------------- | --------- | ---------------------- | ------------------ |
| Vega   | Lyra       | 0,03              | 52        | A0                     | 25                 |
| Deneb  | Cygnus     | 1,25              | 70 000    | A2                     | 1550               |
| Altair | Aquila     | 0,77              | 10        | A7                     | 16,6               |

## Fordítás
Ez a szócikk részben vagy egészben  a   Summer Triangle című angol Wikipédia-szócikk ezen változatának fordításán alapul.  Az eredeti cikk szerkesztőit annak laptörténete sorolja fel. Ez a jelzés csupán a megfogalmazás eredetét és a szerzői jogokat jelzi, nem szolgál a cikkben szereplő információk forrásmegjelöléseként.